# 영암 월산사지
영암 월산사지(靈巖 月山寺址)는 대한민국 전라남도 영암군 군서면 월곡리에 있는, 고려~조선시대 절(월산사) 터이다. 2017년 9월 7일 전라남도의 문화재자료 제286호로 지정되었다.

## 개요
고려~조선시대 절(월산사) 터로 세 차례 발굴조사를 통해 건물지 10동, 부석시설, 석축시설이 확인되고, 명문기와가 출토되는 등 학술적 가치가 높아 체계적인 보존 관리가 필요하다.
월산대군(月山大君), 인수왕비(仁粹王妃) 등이 새겨진 명문와의 출토는, 조선시대 왕실을 기반으로 한 사찰 중창의 배경, 조성 과정을 밝힐 수 있는 연구 자료로 활용 기대할 수 있어 역사적, 학술적 가치가 있다.

## 참고 문헌
- 영암 월산사지 - 국가유산청 국가유산포털